# 岩澤站
岩澤站（日语：／ Iwasawa eki */?）位於岩手縣北上市和賀町岩澤，是東日本旅客鐵道（JR東日本）北上線的車站。

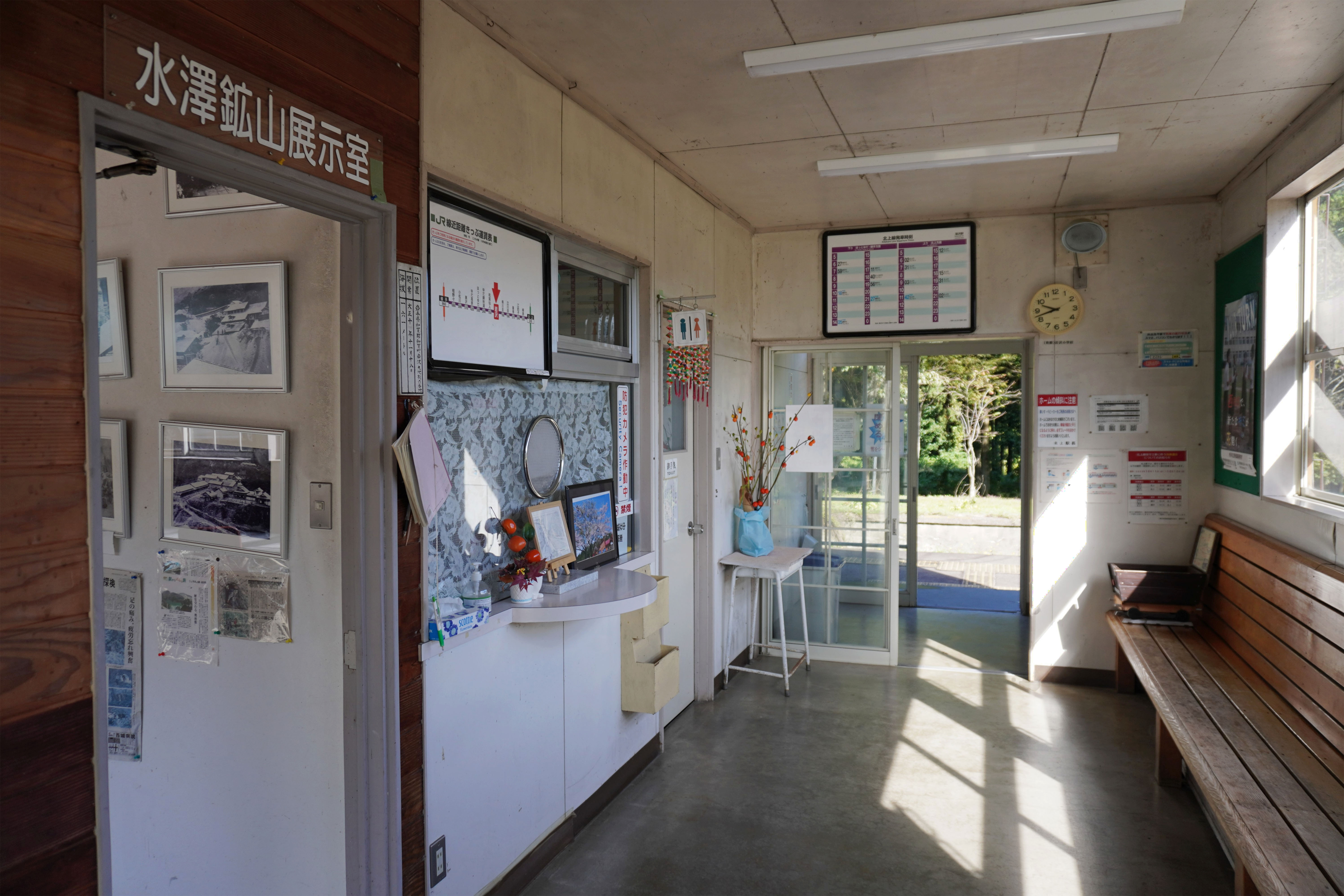
車站內部（2023年10月）

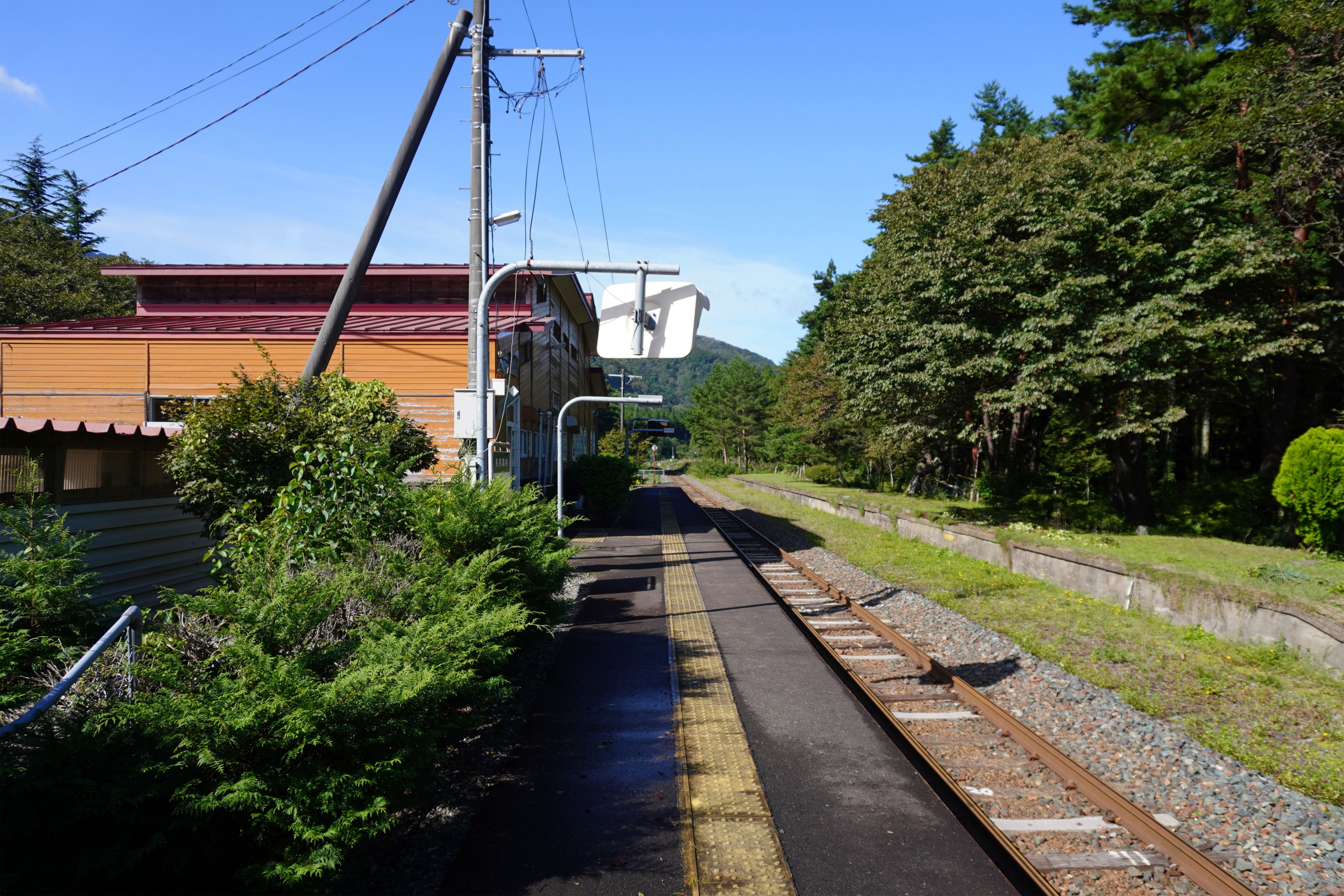
月台（2023年10月）

## 車站結構
側式月台1面1線的地面車站。北上站管理的無人站，站舍與公民館合建。

## 車站周邊
- 國道107號
- 岩澤溫泉
- 和賀川

## 历史
- 1921年（大正10年）11月18日 - 設立。
- 1982年（昭和57年）11月15日 - 降為簡易站。廢除岩澤站長，改由和賀仙人站管理。
- 1987年（昭和62年）4月1日 - 國鐵分割民營化後成為JR東日本轄下的車站。
- 1991年（平成3年） - 改建車站，將公民館與車站合併。
- 1994年（平成6年）10月1日 - 由於和賀仙人站降為無人車站，改由安心湯田站管理。
- 2003年（平成15年）4月1日 - 降為無人車站。
- 2007年（平成19年）3月18日 - 廢除安心湯田站長，岩澤站改由北上站管理。

## 相鄰車站
東日本旅客鐵道
■北上線
橫川目－岩澤－和賀仙人